# Cláudio Filho, Cacau
Cláudio Roberto Ayres da Costa, conhecido como Cláudio Filho Cacau (Marechal Deodoro, 4 de dezembro de 1982), é um político brasileiro filiado ao MDB. Foi prefeito de Marechal Deodoro entre 2017 e 2024 e exerceu dois mandatos consecutivos como vereador do município entre 2009 e 2016. É irmão de Alexandre Ayres, deputado estadual por Alagoas.

## Carreira Política
Cláudio iniciou sua carreira como vereador de Marechal Deodoro, sendo eleito em 2008 e reeleito em 2012. Durante seus mandatos, focou em projetos relacionados à infraestrutura urbana e programas sociais. 
Em 2016, foi eleito prefeito de Marechal Deodoro, cargo que ocupou até 2024. Sua gestão ficou marcada por ações como a revitalização da Praia do Francês, melhorias na rede de ensino municipal e a criação do Centro de Referência em Transtorno do Espectro Autista (TEA) , iniciativas amplamente divulgadas pela mídia local e estadual.
Sua gestão também priorizou a entrega de habitações populares e programas de regularização fundiária, como o "Moradia Legal".

## Reconhecimento
Como prefeito, Cláudio foi mencionado em portais estaduais devido às transformações no município e à ampliação de serviços básicos, como saúde e educação.